# Paternò Red Sox
I Paternò Red Sox sono una squadra di baseball di Paternò  che partecipa al campionato di Serie C federale. Nati da una costola dei Warriors Paternò, dopo che questi avevano disputato la IBL, fin da subito si sono ritagliati uno spazio nel panorama del baseball nazionale, scalando le classifiche sino a laurearsi Campioni d'Italia della Serie A Baseball.

## Storia
Nel 1992, nello stile delle franchigie statunitensi, nacquero i Paternò Dodgers, società satellite dei Warriors e, nel 2008, il Farm System dei Warriors si ingrandì con i Paternò Red Sox. I Dodgers ed i Red Sox curavano e curano tutte le categorie del settore giovanile, fondamentale serbatoio di talenti ed indispensabile collante con il territorio e con le istituzioni locali. Le due società parteciparono nel 2009 ai campionati Little League Ragazzi (under 12), Little League Allievi (under 14), Little League Cadetti (under 16) e Under 21 Serie C1, piazzandosi ai primi posti in tutte le categorie.
Nella stagione 2010, a quarant'anni esatti dal primo “play ball” paternese, arrivò il massimo riconoscimento nazionale: il titolo di campioni d'Italia. Fu la società Dodgers, con gli under 12, a cucirsi lo scudetto sulla maglia, dopo aver vinto facilmente il campionato regionale e affrontando e battendo, nei play-off e nella finale a quattro, le più forti compagini nazionali.
Nel 2011 e nel 2012 la società Red Sox partecipò al campionato di serie C con una squadra di atleti quasi tutti juniores e cadetti, vincendo il girone siciliano e conquistando la promozione in serie B; in entrambi gli anni però fu costretta a rinunciare alla serie B per problemi economici.
Nel 2013, con enormi sforzi economici della società e personali da parte di allenatori e giocatori, i Paternò Red Sox parteciparono al Campionato di Serie B ben figurando contro compagini storiche e contro atleti di grande esperienza.
Nel 2014 conquistarono la Serie A.
Nel 2015 la squadra paternese disputò un ottimo campionato ma, dopo aver conquistato i playoff, non riuscì ad accedere alle semifinali, battuta dal Collecchio.
Nel 2016 la partenza fu ottima e la regular season confermò le buone qualità dei siciliani, che vinsero il girone B, accendendo così ai playoff. Qui superarono l'ostacolo accedendo alle semifinali contro i Red Skins Imola. La semifinale fu a senso unico e con un doppio successo in trasferta; arrivò dunque la finalissima contro i detentori del Bollate. La finale scudetto vide i lombardi affermarsi nelle prime due gare giocate in casa, ma nelle gare casalinghe i risultati furono diversi: nella gara 3 i siciliani vinsero per 14-10 in un match sospeso per oscurità e ripreso il giorno dopo, nella gara 4 ripeterono il successo con un 1-0 e conclusero la serie con il 5-0 che valse loro il titolo di campioni d'Italia. Grande protagonista di questa stagione fu il lanciatore cubano Wilber Pérez Rodríguez. L'evento divenne oggetto dell'attenzione di media locali e nazionali quali La Repubblica e Il Fatto Quotidiano .

## Palmarès
- 2016:  vincitori della serie A Federale